# إيغور لازاريف
إيغور لازاريف (بالروسية: Лазарев, Игорь Владимирович)‏ هو لاعب كرة قدم ومدرب كرة قدم روسي في مركز الدفاع، ولد في 18 أكتوبر 1963. لعب مع FC Chelyabinsk ‏.